# Nina Rangelova
Nina Rangelova, född 22 oktober 1990, är en bulgarisk simmare. 
Rangelova tävlade i 200 meter frisim för Bulgarien vid olympiska sommarspelen 2008 i Peking. Vid olympiska sommarspelen 2012 i London tävlade Rangelova i tre grenar (100, 200 och 400 meter frisim). 
Vid olympiska sommarspelen 2016 i Rio de Janeiro tävlade Rangelova i två grenar (100 och 200 meter frisim).